# Timothy Knüttel
Timothy Knüttel (Berlino, 6 ottobre 1992) è un giocatore di football americano statunitense naturalizzato tedesco, che gioca come wide receiver, attualmente free agent.
Dopo aver giocato per una squadra di high school si trasferisce ai Franken Knights e successivamente in 2 squadre universitarie. Passa quindi ai Potsdam Royals e da lì ai Leipzig Kings e ai Rhein Fire. Ha trascorso e stagioni 2022 e 2023 fra le riserve degli Winnipeg Blue Bombers.